# Wirów (Mazovie)
Pour les articles homonymes, voir Wirów.
Wirów [ˈviruf] est un village polonais de la gmina de Jabłonna Lacka dans le powiat de Sokołów et dans la voïvodie de Mazovie, au centre-est de la Pologne.
Il est situé à environ 7 kilomètres au sud-est de Jabłonna Lacka, 18 kilomètres à l'est de Sokołów Podlaski et à 105 kilomètres à l'est de Varsovie.